# Nižná Jedľová
Nižná Jedľová, russinisch Нижня Ядлова/Nyschnja Jadlowa (bis 1927 slowakisch „Nižná Jedlová“; ungarisch Alsófenyves – bis 1907 Alsójedlova) ist eine Gemeinde im Nordosten der Slowakei mit 98 Einwohnern (Stand 31. Dezember 2024), die im Okres Svidník, einem Kreis des Prešovský kraj sowie in der traditionellen Landschaft Šariš liegt.

## Geographie

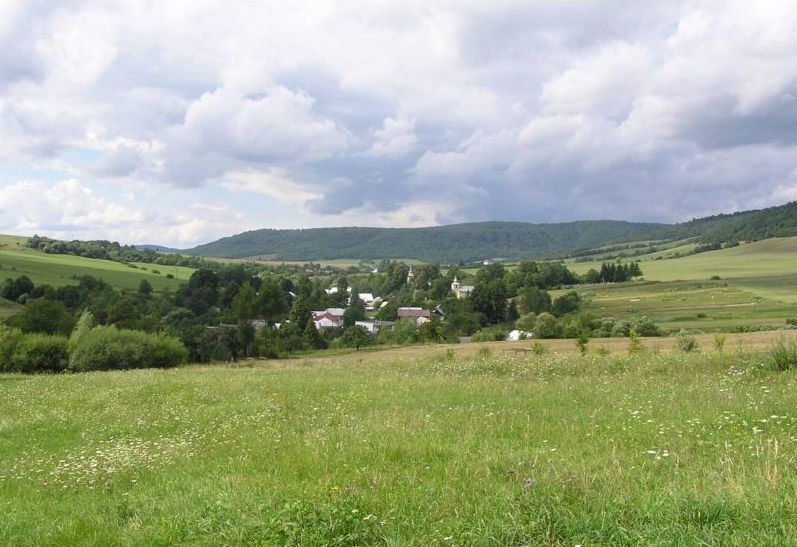
Nižná Jedľová

Die Gemeinde befindet sich in den Niederen Beskiden im Bergland Ondavská vrchovina, im Tal des Baches Jedľovský potok im Einzugsgebiet der Ondava. Das Ortszentrum liegt auf einer Höhe von 289 m n.m. und ist viereinhalb Kilometer von Svidník entfernt (Straßenentfernung).
Nachbargemeinden sind Kružlová im Norden, Kapišová im Osten, Svidník im Südosten und Süden, Nižný Orlík im Westen und Vyšná Jedľová im Westen.

## Geschichte
Nižná Jedľová wurde zum ersten Mal 1572 als Alsso Jedlowa schriftlich erwähnt und war Teil der Herrschaft von Makovica.
1787 hatte die Ortschaft 23 Häuser und 151 Einwohner, 1828 zählte man 21 Häuser und 171 Einwohner, die als Landwirte und Viehzüchter und Waldarbeiter tätig waren. Gegen Mitte des 19. Jahrhunderts wanderte eine Hälfte der Einwohner aus.
Bis 1918 gehörte der im Komitat Sáros liegende Ort zum Königreich Ungarn und kam danach zur Tschechoslowakei beziehungsweise heutigen Slowakei. In beiden Weltkriegen wurde der Ort schwer beschädigt.

## Bevölkerung
| Jahr                | 1994 | 2004     | 2014    | 2024     |
| ------------------- | ---- | -------- | ------- | -------- |
| Anzahl der Personen | 72   | 84       | 85      | 98       |
| Unterschied         |      | +16,66 % | +1,19 % | +15,29 % |

| Jahr                | 2023 | 2024    |
| ------------------- | ---- | ------- |
| Anzahl der Personen | 99   | 98      |
| Unterschied         |      | −1,01 % |

Gemäß der Volkszählung 2011 wohnten in Nižná Jedľová 90 Einwohner, davon 40 Russinen, 31 Slowaken, neun Russen und fünf Ukrainer. Sieben Einwohner machten keine Angabe zur Ethnie.
70 Einwohner bekannten sich zur orthodoxen Kirche, sieben Einwohner zur griechisch-katholischen Kirche und vier Einwohner zur römisch-katholischen Kirche. Sechs Einwohner waren konfessionslos und bei drei Einwohnern wurde die Konfession nicht ermittelt.

## Bauwerke
- griechisch-katholische Kirche Schutz der hochheiligen Gottesgebärerin im neoklassizistischen Stil aus dem Jahr 1914[6]
- orthodoxe Kirche

## Verkehr
Durch Nižná Jedľová führt die Cesta III. triedy 3550 („Straße 3. Ordnung“) von Svidník nach Vyšná Jedľová.